# Championnats d'Afrique de VTT 2018
Navigation
Édition précédente Édition suivante
Les Championnats d'Afrique de VTT 2018 ont lieu les 21 et 22 avril 2018, au Wadi Degla Protectorate du Caire en Égypte.

## Résultats

### Cross-country
| Épreuves               | Or                    | Argent                     | Bronze              |
| ---------------------- | --------------------- | -------------------------- | ------------------- |
| Hommes élites          | Alan Hatherly         | Stuart Marais              | Till Drobisch       |
| Hommes moins de 23 ans | Jarrod van den Heever | Tristan de Lange           | Reinhard Zellhuber  |
| Hommes juniors         | Alex Miller           | Keagan Bontekoning         | Daniel van der Walt |
| Femmes élites          | Cherie Redecker       | Nancy Akinyi               | Nesrine Ghedira     |
| Femmes moins de 23 ans | Stacey Hyslop         | Ebtisam Zayed              | Donia Rashwan       |
| Femmes juniors         | Wissam Bouzegzi       | Maroi Rania Alami Marrouni | Yasmine Bouzenzen   |